# Mama told me not to come
Mama told me not to come is een lied geschreven door Randy Newman.
Newman schreef dit nummer in eerste instantie voor Eric Burdon, maar Burdon werd al snel gevolgd door bijvoorbeeld P.J. Proby, Lou Rawls en Tom Jones met Stereophonics. Het lied gaat over het muziekleven van Los Angeles in de jaren ’60 met feestjes waarbij van alles gerookt, gesnoven en gespoten werd. Het lied wordt gezongen vanuit de hoofdpersoon die van buiten LA in de “poel des verderfs” komt. Burdon nam het op, om het uit te geven als single, maar trok het uiteindelijk terug. Het verscheen wel op zijn album Eric is here waarop nog twee andere liedjes van Newman: I think it’s gonna rain today en Wait till next year. In 1970 nam Newman het zelf op voor zijn album 12 Songs met onder meer Ry Cooder op de slideguitar. Overigens hoefde Newman zich niets van zijn eigen liedje aan te trekken; hij had al in Hollywood gewoond.

## Three Dog Night
Three Dog Night bracht het in mei 1970 uit op single als Mama told me (not to come). De muziek werd wat omgebouwd tot funky, maar de afwisseling 2/4 en 3/4-maatsoort bleef. Ze scoorde er een grote hit mee in de Verenigde Staten; het haalde er de eerste plaats in de Billboard Hot 100. In het Verenigd Koninkrijk haalde het 14 weken notering met hoogste plaats nummer 3.

## Hitnotering

### Nederlandse Top 40
| Positie: | 40 | 33 | 23 | 22 | 21 | 28 | 35 | uit |

### NederlandseDaverende 30
| Positie: | 30 | 27 | 18 | 14 | 21 | 22 | 30 | uit |

### BelgischeBRT Top 30
| Positie: | 30 | 18 | 13 | 10 | 8 | 12 | 24 | uit |

### Voorloper van VlaamseUltratop 30
| Positie: | 25 | 19 | 17 | 14 | 18 | 30 | uit |

### NPO Radio 2 Top 2000
Mama told me not to come stond alleen in 1999 in de NPO Radio 2 Top 2000, op plek 1976.